# Charles Carlier
Charles Edmond Joseph Carlier (Bergen, 11 december 1819 - 28 januari 1887) was een Belgisch volksvertegenwoordiger.

## Levensloop
Carlier was de zoon van advocaat Felix Carlier en van Marie-Anne Melotte. Hij trouwde met Félicie Isaac. Ze waren de ouders van Jules Carlier. 
Hij promoveerde tot doctor in de rechten aan de ULB (1845) en werd advocaat aan de Balie van Bergen, tot aan zijn dood.
Hij werd verkozen tot gemeenteraadslid van Bergen (1861-1870) en was tijdens dezelfde periode lid van het discontokantoor van de Nationale Bank in Bergen.
In 1859 werd hij volksvertegenwoordiger voor het arrondissement Bergen en oefende dit mandaat uit tot in 1870. 